# 13116 Hortensia
13116 Hortensia eller 1993 TG26 är en asteroid i huvudbältet som upptäcktes den 9 oktober 1993 av den belgiske astronomen Eric W. Elst vid La Silla-observatoriet. Den är uppkallad efter Hortensiasläktet.
Asteroiden har en diameter på ungefär 8 kilometer och den tillhör asteroidgruppen Eos.